# Sakanoue no Korenori
Sakanoue no Korenori (坂上是則; ... – 930) è stato un poeta giapponese waka del primo periodo Heian.
La data esatta di nascita è sconosciuta. È considerato uno dei Trentasei Immortali della Poesia.
Sakanoue no Yoshikage, suo padre, era il nipote di Sakanoue no Kiyono che era il terzo figlio di Sakanoue no Tamuramaro (C'è anche una teoria secondo la quale Yoshikage fosse il nipote di Sakanoue no Hirono, il secondo figlio di Tamuramaro).
Sakanoue no Mochiki, uno dei Nashitsubo no gonin (cinque membri dell'ufficio imperiale di poesia) che contribuì ala stesura del Gosen Wakashū, era suo figlio.
Dopo aver ricoperto i posti di Yamato no Gonnoshojo (Segretario Provvisorio della Provincia di Yamato), Shonaiki (Segretario Minore del Ministero degli Affari Centrali) e Dainaiki (Segretario Superiore del Ministero degli Affari Centrali), ha concluso la sua carriera come Jugoinoge (Quinto Junior Rango, grado inferiore), Kaga no suke (assistente governatore della provincia di Kaga) nel 924.
Durante la sua vita era conosciuto principalmente come un campione di kemari. Il 2 marzo 905, lui e i suoi colleghi hanno calciato un pallone 206 volte senza interruzione nella corte imperiale, e sono stati elogiati dall'imperatore.

## Poesia

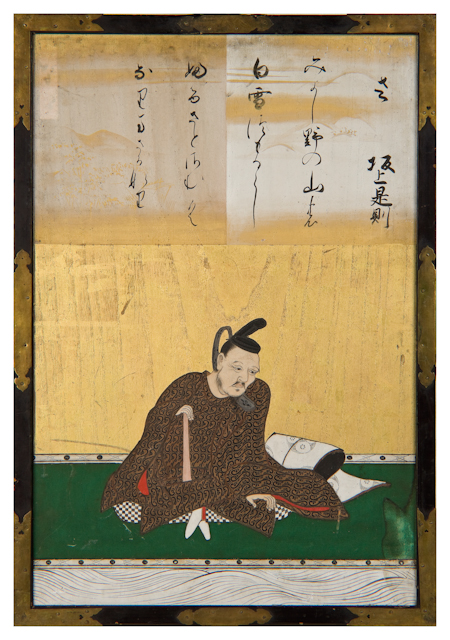
Sakanoue no Korenori dipinto da Kanō Naonobu

Spesso contribuì con poesie ad eventi legati alla poesia waka durante il regno dell'imperatore Uda e dell'imperatore Daigo come il Kanpyō no kisai no miya no uta-awase (Concorso di poesia tenuto dalla consorte nell'era Kanpyō) e Oigawa gyokowaka (il Waka dall'escursione del sovrano al fiume Oi-gawa), e fu uno dei migliori poeti successivi ai compilatori del Kokin Wakashū.
Una delle sue poesie è stata inclusa nell'Ogura Hyakunin Isshu. Quarantuno delle sue poesie furono infine incluse nelle antologie imperiali (Chokusen wakashū). Esiste anche una collezione personale il Korenorishū.
- Poesia waka scelta per l'Ogura Hyakunin Isshu[5]

(Ogura Hyakunin Isshu N° 31 (Kokin Wakashū inverno 332))